# Strandiellum wilhelmshafeni
Strandiellum wilhelmshafeni là một loài nhện trong họ Sparassidae. Chúng thuộc chi đơn loài Strandiellumđược Gábor von Kolosváry miêu tả năm 1934.